# Melodi Grand Prix Junior
Melodi Grand Prix Junior, такође се пише и као MGPjr, је норвешко телевизијско такмичење песама за амбициозне певаче између 8 и 15 година. Такмичарске песме пишу сами учесници и певају се првенствено на норвешком, а у неколико наврата било је песама и на Севернолапонски језику, другом језику Норвешке. Многи прошли такмичари су постали звезде, као што су Николај Рам из 2002, Малин Реитан из 2005, Селин Хелгемо из 2007, Jørgen Dahl Moe из 2009, Mathea-Mari Glittenberg из 2014 и Oselie Henden из 2017.

## Историја
Идеја је преузета од данског емитера Danmarks Radio, који је у пролеће 2000. покренуо такмичење за амбициозне певаче од 8 до 15 година. Формат је био успешан и привукао је пажњу Норвешке и Шведске 2002. године.
Од 2003. до 2005. године, такмичење се користило за одабир норвешке пријаве за Дечју песму Евровизије (JESC). Године 2006 . Норвешка се повукла из такмичења како би учествовала у MGP Nordic, а такмичење се користило за одабир пријаве за скандинавског партнера до 2009. MGPjr се и даље одржава сваке године, али се не користи за одабир пријаве за било које такмичење. Убрзо након Дечје Евровизије 2021, NRK је открио да је делегација послата у Париз да види колико је такмичење еволуирало, постављајући питања о могућем повратку 2022. године.
Само неколико дана након што се завршило издање MGPjr 2022, NRK је најавио промене формата, чиме је будућност такмичења довела у опасност.

## Водитељи
- Thomas Numme (2002)
- Stian Barsnes-Simonsen (2002–08)
- Nadia Hasnaoui (2004–06)
- Kåre Magnus Bergh (2009–10)
- Marthe Sveberg Bjørstad (2009)
- Ingrid Gjessing Linhave (2010, 2016)
- Margrethe Røed (2011–15)
- Alex Rosén (2011)
- Tooji (2012–14)
- Nicolay Ramm (2016–17)
- Mikkel Niva (2017–19)
- Sigrid Velle Dypbukt (2018–19)
- Selma Ibrahim Karlsen (2020–22)
- Victor Sotberg (2020–21)

## Победници
| Година | Датум        | Место одржавања | Уметник           | Право име(на)                                                            | Песма                                             | Остала такмичења             |
| ------ | ------------ | --------------- | ----------------- | ------------------------------------------------------------------------ | ------------------------------------------------- | ---------------------------- |
| 2002.  | 23. фебруар  | Oslo Spektrum   | To små karer      | Nicolay Ramm, Christoffer B. Claussen                                    | "Paybacktime"                                     | MGP Nordic 2002              |
| 2003.  | 6. септембар | Oslo Spektrum   | 2U                | Charlot Daysh, Joakim Harestad Haukaas                                   | "Sinnsykt gal forelsket" (Crazy in love)          | Дечја песма Евровизије 2003. |
| 2004.  | 12. јун      | Oslo Spektrum   | @lek              | Aleksander Moberg                                                        | "En stjerne skal jeg bli" (I'm gonna be a star)   | Дечја песма Евровизије 2004. |
| 2005.  | 28. јун      | Oslo Spektrum   | Malin             | Malin Reitan                                                             | "Sommer og skolefri" (Summer and school free)     | Дечја песма Евровизије 2005. |
| 2006.  | 22. април    | Oslo Spektrum   | Ole Runar         | Ole Runar Gillebo                                                        | "Fotball e supert" (Football is super)            | MGP Nordic 2006              |
| 2007.  | 2. јун       | Oslo Spektrum   | Celine            | Celine Helgemo                                                           | "Bæstevænna" (Best friends)                       | MGP Nordic 2007              |
| 2008.  | 5. септембар | Oslo Spektrum   | The BlackSheeps   | Agnete Johnsen, Emelie Nilsen, Alexander Touryguin, Viktoria Eriksen     | "Oro jaska, beana" (Be quiet/Shut up, dog)        | MGP Nordic 2008              |
| 2009.  | 5. септембар | Oslo Spektrum   | Jørgen            | Jørgen Dahl Moe                                                          | "Din egen vei" (Your own way)                     | MGP Nordic 2009              |
| 2010.  | 4. септембар | Oslo Spektrum   | Torstein          | Torstein Snekvik                                                         | "Svikter aldri igjen" (Never let you down again)  |                              |
| 2011.  | 3. септембар | Oslo Spektrum   | Sval              | Sval Rosenløw Eeg                                                        | "Trenger deg" (Need you)                          |                              |
| 2012.  | 1. септембар | Oslo Spektrum   | Маркус и Мартинус | Marcus Gunnarsen, Martinus Gunnarsen                                     | "To dråper vann" (Two drops of water)             |                              |
| 2013.  | 31. август   | Oslo Spektrum   | Unik 4            | Audun Rørmark, Simen Bakkåker, Annika Momrak, Eline Nesje                | "Så sur da" (So mad)                              |                              |
| 2014.  | 30. август   | Oslo Spektrum   | Mathea-Mari       | Mathea-Mari Glittenberg                                                  | "#online"                                         |                              |
| 2015.  | 7. новембар  | Oslo Spektrum   | Thea              | Thea Floer Kulseng                                                       | "Du gjør mæ så gla" (You make me so happy)        |                              |
| 2016.  | 5. новембар  | Oslo Spektrum   | Vilde & Anna      | Vilde Hjelle, Anna Naustdal                                              | "Vestlandet" (Western nation)                     |                              |
| 2017.  | 4. новембар  | Telenor Arena   | Oselie            | Oselie Henden                                                            | "Verda vår" (Our world)                           |                              |
| 2018.  | 3. новембар  | Telenor Arena   | 4everU            | Eline Roa Gran, Savannah Løver, Maria Elisabeth Heitmann, Bettina Ranvik | "Forandring" (Change)                             |                              |
| 2019.  | 25. мај      | Telenor Arena   | Anna & Emma       | Anna Vestreheim, Emma H. Ylvisåker                                       | "Kloden er syk" (The world is sick)               |                              |
| 2020.  | 22. август   | Oslo Spektrum   | Hennika           | Hennika Eggum Huuse                                                      | "Kan ikke la deg gå" (Can't let you go)           |                              |
| 2021.  | 29. мај      | Oslo Spektrum   | Josefine & Oskar  | Josefine Westgaard, Oskar Armandus Høgetveit                             | "Smitte deg med glede" (Infect yourself with joy) |                              |
| 2022.  | 28. мај      | Telenor Arena   | William           | William Alexander Høyem Ribe                                             | "Tusen tanker" (A thousand thoughts)              |                              |